# Pobladura de las Regueras
Pobladura de las Regueras es una entidad local menor perteneciente al municipio de Igüeña, en la comarca de El Bierzo de la provincia de León, comunidad autónoma de Castilla y León, España.

## Datos básicos
- Se encuentra en el valle del río Tremor, afluente del Boeza.
- Según el INE en 2014 contaba con una población de 222 habitantes.
- Según el INE de 2021 cuenta con una población de 182 habitantes (100 hombres y 82 mujeres)

## Gestión local
Como casi todos los antiguos concejos leoneses constituye una entidad local menor dirigida por una Junta vecinal de tres miembros.

## Lugares de interés
Cuenta con un circuito permanente de trial, el centro de Formación "Ciuden Vivero", gestionado por la Fundación Ciudad de la Energía, www.ciuden.es.